# رودولف دوق لورين
رودولف (1320 – 26 أغسطس 1346)، المُلقب بـالشجاع (Le Vaillant)؛ كان دوق لورين منذ عام 1328 وحتى وفاته.
كان ابنًا لوالديه فردريك الرابع، دوق لورين وإليزابيث النمساوية ابنة الملك ألبرت الأول ملك ألمانيا من سلالة هابسبورغ، برغم أنه كان يبلغ من العمر تسع سنوات فقط حين تُوفي والده وتولّى الدوقية تحت وصاية والدته (حتى عام 1334)، إلا أنه كان أميرًا محاربًا، شارك في أربع حروب متفرقة في لورين، وفرنسا، وبريتاني، وشبه الجزيرة الإيبيرية، قُتل في معركة كريسي.

## حياته
في عام 1337 رفض الكونت هنري الرابع من بار أداء قسم الولاء لبعض الإقطاعيات التي كان يملكها تحت سيادة الدوق، بذلك اضطر رودولف إلى تخريب بونت موسون والمناطق المحيطة بها، وردًا على ذلك نهب هنري غربي لورين، بينما شن رودولف هجمات على منطقة باروا. ولم تُنهَ الحرب إلا بتدخّل الملك فيليب السادس ملك فرنسا.
بحلول ذلك الوقت كانت الروابط بين لورين وفرنسا قد أصبحت وثيقة للغاية، وازداد توثيقها خلال عهده، إذ تزوّج مع زواجه الثاني من ابنة أحد النبلاء الفرنسيين غي الأول كونت بلوا ومارغريت من فالوا (شقيقة ملك فرنسا)، ما جعل زوجته بالتالي ابنة شقيقة الملك.
قدّم رودولف المساعدة للملك فيليب السادس بإرسال قوات لرفع حصار الملك إدوارد الثالث ملك إنجلترا على تورناي أثناء المرحلة الافتتاحية من حرب المئة عام، وخلال هدنة وجيزة بين الإنجليز والفرنسيين، رحل إلى شبه الجزيرة الإيبيرية لمساعدة الملك ألفونسو الحادي عشر ملك قشتالة في حروبه. قاتل ضد الأندلسيين في غرناطة وبرز في معركة جبل طارق في 3 نوفمبر 1340.
وعند عودته إلى فرنسا هرع لنصرة نسيبه الفرنسي شارل دوق بريتاني خلال حرب الخلافة البريتانية، ثم عاد للوقوف إلى جانب الملك فيليب أثناء معركة كريسي، حيث لقي حتفه مع كثير من الفرسان الفرنسيين البارزين في 26 أغسطس 1346 بما في ذلك يان الأول ملك بوهيميا.

## العائلة
- كانت زوجته الأولى إليانور (أليونور) ابنة إدوارد الأول، كونت بار وماري من برغونية،[2] تزوّجا في بونت موسون سنة 1329، غير أنهما لم يُرزقا بأبناء قبل وفاة إليانور في عام 1332.

- ثم تزوج من ماري من بلوا (1323–1380)؛ ابنة غي دي شاتيون، كونت بلوا ومارغريت من فالوا شقيقة الملك فيليب السادس،[2] وأنجبت له ثلاثة أبناء:
  - توأمان (توفيا قبل 31 يوليو 1343)
  - جان الأول دوق لورين (1346–1390)، خلفه في الحكم.[7]